# 중앙로 (고성군)
중앙로(Jungang-ro)는 경상남도 고성군 고성읍 서외회전교차로 에서 고성군 고성읍 을 잇는 경상남도의 도로이다.

## 주요 경유지
경상남도
- 고성군 (고성읍)

## 노선
| 이름            | 접속 노선                  | 소재지 | 소재지 | 비고 |
| --------------- | -------------------------- | ------ | ------ | ---- |
| 서외회전 교차로 | 남포로                     | 고성군 | 고성읍 |      |
| 동외광장 교차로 | 동외로                     | 고성군 | 고성읍 |      |
| (이름없음)      | 국도 제14호선 (남해안대로) | 고성군 | 고성읍 |      |

## 주요 시설및 건물
- GS25 고성오거리점 (중앙로 1/서외리 113-3)
- CU 둘리점 (중앙로 16/성내리 158-5)
- 고성읍보건지소 (중앙로 35/성내리 27)
- 삼성스토어 고성점 (중앙로 64/동외리 232)
- 국민건강보험공단 고성출장소 (중앙로 92/동외리 160-18)
- 고성경찰서 (중앙로 113/동외리 157-2)